# Menyllus rotundipennis
Menyllus rotundipennis là một loài bọ cánh cứng trong họ Cerambycidae.